# ميوا
ميوا (باليابانية: miwa) هي مغنية وملحنة ومغنية مؤلفة يابانية، ولدت في 15 يونيو 1990 في هاياما ‏ في اليابان.

## وصلات خارجية
- الموقع الرسمي
- ميوا على موقع IMDb (الإنجليزية)
- ميوا على موقع ميوزك برينز (الإنجليزية)
- ميوا على موقع أول ميوزيك (الإنجليزية)
- ميوا على موقع ديسكوغز (الإنجليزية)
- ميوا على موقع قاعدة بيانات الفيلم (الإنجليزية)
- ميوا على موقع ANN person (الإنجليزية)